# Tangata horningi
Tangata horningi är en spindelart som beskrevs av Forster och Norman I. Platnick 1985. Tangata horningi ingår i släktet Tangata och familjen Orsolobidae. Inga underarter finns listade i Catalogue of Life.